# Pietro Summonte
Pietro Summonte (Napoli, 1453 – Napoli, 14 agosto 1526) è stato un umanista italiano.

## Biografia
Summonte fu discepolo del letterato Giovanni Pontano, esponente di spicco dell'Umanesimo napoletano. Nel 1503, alla morte del maestro, gli succedette, insieme a Girolamo Carbone, alla guida dell'Accademia Pontaniana, che resse fino al 1526, quando la presidenza dell'accademia passò a Jacopo Sannazaro.
Nel periodo della presidenza del Summonte gli eruditi dell'accademia si riunivano in casa sua e, per un certo periodo di tempo, lo stesso circolo cambiò nome e fu chiamato Accademia Summontiana. Nel 1519 succedette a Pomponio Gaurico alla cattedra di studi umanistici dell'Università di Napoli. Morì di vecchiaia nella sua città natale a settantatré anni.

## Opere
Pietro Summonte è autore del principale documento concernente l'arte napoletana del Rinascimento, la lettera in lingua volgare indirizzata all'aristocratico veneziano Marcantonio Michiel, databile 1524, considerata da Julius von Schlosser "il tentativo più antico" di guida storico-artistica di Napoli e il primo accenno storico ad Antonello da Messina (la sua formazione presso Colantonio napoletano). Della lettera ci è noto il contenuto, ma essa è andata dispersa dopo un periodo in cui è stata conservata nella Libreria Francesconi di Padova.
Summonte curò la pubblicazione dell'Arcadia di Jacopo Sannazaro (1504), di tutte le opere di Giovanni Pontano (impresa non da poco, che realizzò nell'arco di otto anni, dal 1505 al 1512) e delle Rime di Benedetto Cariteo. Son giunte fino a noi alcune testimonianze della sua attività poetica, nella fattispecie un carme sulla Disfida di Barletta dedicato a Ettore Fieramosca e pochi epigrammi. Infine, ci sono pervenute delle Lettere, in latino e in volgare, che accompagnavano i testi che curò nella sua attività di editore.